# شرکو
شرکو (انگلیسی: Sherco) شرکت سازنده ی موتورسیکلت‌های آفرود از کشور فرانسه است، که در سال ۱۹۹۸ تأسیس شد. کمپانی شرکو به دلیل ساختن موتورسیکلت های تریال محبوبش به شهرت رسید و در حال حاضر موتورهای اندرو و سوپرموتو هم تولید میکند.
شرکو در حال حاضر در دو کشور موتورسیکلت های خود را تولید میکند، موتورسیکلت های تریال در شهر کالدس د منتبوی، در کشور اسپانیا تولید میشود درحالی که موتورسیکلت های اندرو و سوپرموتو در شهر نیمز در کشور فرانسه تولید میشوند.
اسم کمپانی شرکو از ترکیب دو کلمه ی بولتاکو و شرپا تولید شده است که این نامگذاری برمیگردد به اصالت این شرکت و به وجود آمدنش در شهر بارسلونا، کشور اسپانیا. کارخانه بارسلونا، که در سال ۱۹۹۸ تاسیس شد، در رده موتوسیکلت تریال تخصص دارد، در حالی که کارخانه فرانسوی، که در سال ۲۰۰۳ تاسیس شد، در بقیه تولیدات تخصص دارد.
سال ۱۹۹۹ بود که خط تولید اولین موتورسیکلت تریال راه اندازی شد. شرکو تمام بهترین قطعات موجود را از رقیب های سازنده ی آن محصولات فراهم کرد و گرد هم آورد. در واقع طراحی اولیه آنقدر خوب بود که طراحی شاسی اصلی تا سال 2006 تغییر نکرد. 7 سال پس از طراحی آن، و موتورسیکلت تا سال ۲۰۱۱  تغییر چندانی نکرد، که در دنیای سریع در حال تغییر تکامل موتور سیکلت تریال، زمان زیادی است.
سری موتورسیکلت های تریال شرکو در طیف وسیعی موجود است، از جمله: ۱۲۵cc ، ۲۵۰cc و 300cc در موتورسیکلت های دو زمانه. و در موتورسیکلت های تریال ۴ زمانه موتورسیکلت TY adventure ( موتور تریال چهار زمانه ) و TY Longride ( موتور تریال ۴ زمانه و زین دار برای راندن در مسافت های طولانی تر ) در حجم ۱۲۵cc را به علاقمندان ارائه میدهد.